# Carbasí (LIC)
Carbasí  es un Lugar de Importancia Comunitaria situado en la provincia de Barcelona, Comunidad Autónoma de Cataluña, España. El espacio natural de Carbasí situado cerca del municipio de Argençola, reúne un conjunto de umbrías, entre las comarcas de Noya y la Segarra, ricas en vegetación submediterránea. Ha sido protegido por el Plan de Espacios de Interés Natural (PEIN) de la Generalidad de Cataluña.

## Geografía
Es el noroeste del término municipal de Argençola y está separado del resto del municipio por el torrente del Molino de las Viñas y el río Noya. Una pista rural comunica el pueblo con la capital del municipio, mientras que la carretera local BV-2234 lo conecta con la Panadella y la Autovía del Nordeste. Presenta un relieve ondulado y asentado en buena parte sobre margas calcícolas.
Tiene una estructura demográfica similar a otros vecindarios de los alrededores como Clariana, los Plans de Ferran, Porquerisses, Rocamora de Argençola, Albarells y la Goda; los cuales están prácticamente deshabitados, a pesar de que acogen segundas residencias.

## Biodiversidad

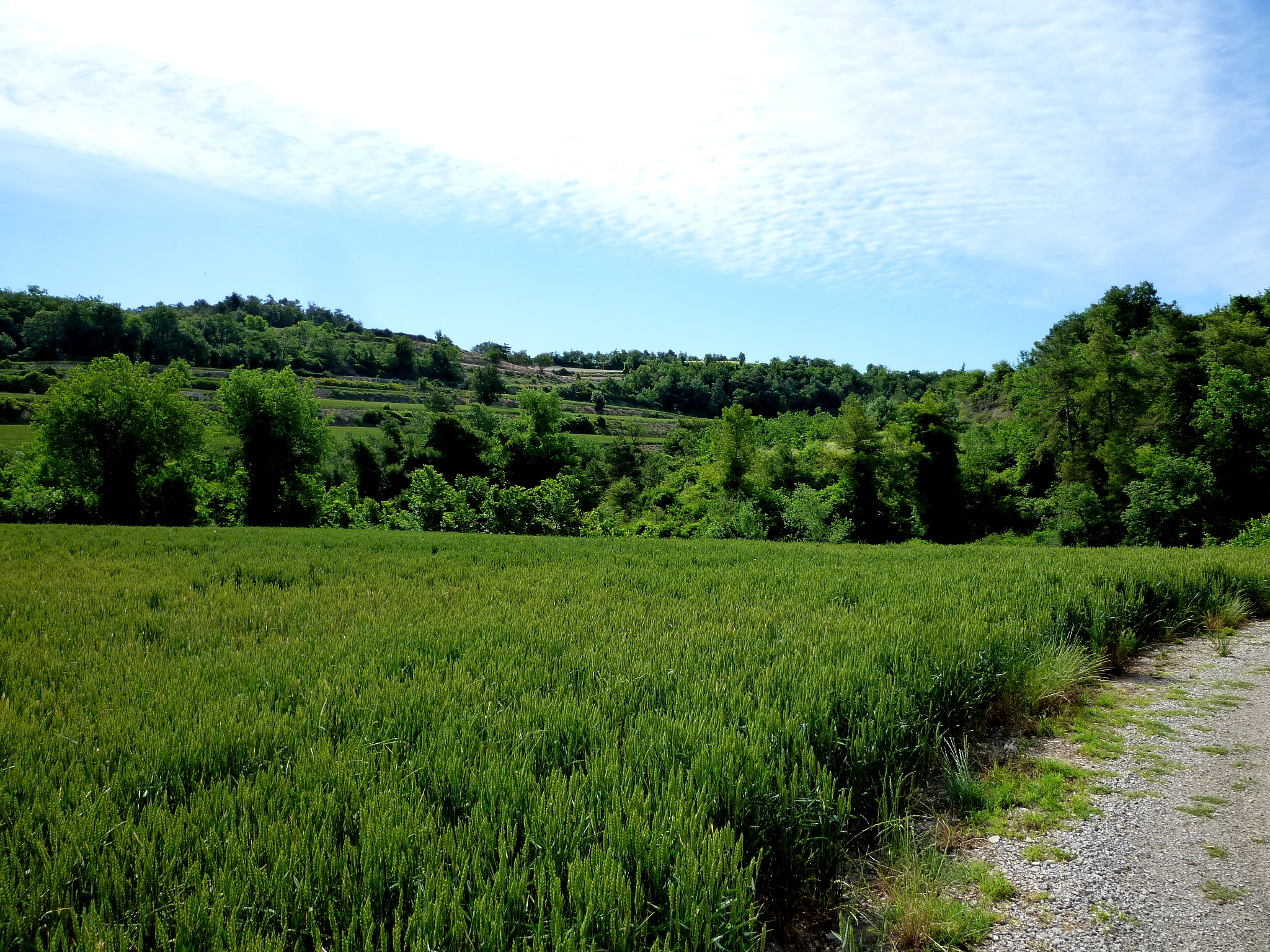
Vista general

El área de Carbasí presenta el interés de reunir en una superficie reducida un núcleo de vegetación forestal característica del paisaje de la meseta de la Segarra englobando un conjunto de umbrías muy ricas en vegetales de carácter submediterráneo, en una de sus irradiaciones meridionales más remarcables. Más a poniente del espacio, predomina un paisaje totalmente mediterráneo, progresivamente más seco y continental, con gran diversidad en flora y fauna. Los niveles culminantes de la sierra constituyen el límite en el Prepirineo central y de algunos elementos de la flora y la fauna de la alta montaña pirenaica, con la presencia también de comunidades de ungulados y de grandes rapaces bien constituidas.

## Flora
El espacio de Carbasí reúne un conjunto de umbrías del sector de la Panadella, entre Noya y la Segarra, ricas en vegetales submediterráneos. En este caso los robles pierden importancia y solo son frecuentes en el sotobosque de los pinares de pino negral (Pinus nigra ssp. Salzmanii). Estos pinares de pino probablemente son, en parte, resultado de la sustitución del robledal submediterránea del quejigo, que tiene aquí una riqueza y exuberancia que raramente se reencuentra en tierras más meridionales. El estrato arbustivo y herbáceo de estos pinares es rico en plantas de Europa Central, así por ejemplo cabe destacar la gran abundancia del acebo (ilex aquifolium) -planta protegida por la ley que logra en esta localidad uno de los límites meridionales de su área de distribución- y la presencia de especies muy poco frecuentes en estas regiones, como el Arce menor (acer campestre), la madreselva pilosa (Lonicera xylosteum), el Lithospermum purpurocaeruleum y otros. Si el bosque desaparece predominan los prados mediterráneos montañosos de heno de margen y Aphyllanthes (Brachypodio-Aphyllantheum). Las plantas submediterráneas que viven en estas posiciones extremas necesitan de la protección del bosque, y la desaparición de este significa su desplazamiento en beneficio de los vegetales mediterráneos propios de las comunidades abiertas.

## Fauna
El interés de este espacio, desde el punto de vista de la fauna, radica en sus comunidades orníticas bien representativas de la zona. Destaca la abundancia de alguna especie de ave rapaz, como el azor, que logra una elevada densidad -no solo en el espacio estricto, sino en el área general donde está inmerso-.

## Economía
el núcleo de población de Carbasí, como gran parte de la comarca de Noya tiene una economía agraria basada en el cultivo de secano —principalmente cereales— y la ganadería.